# Ercole Dandini

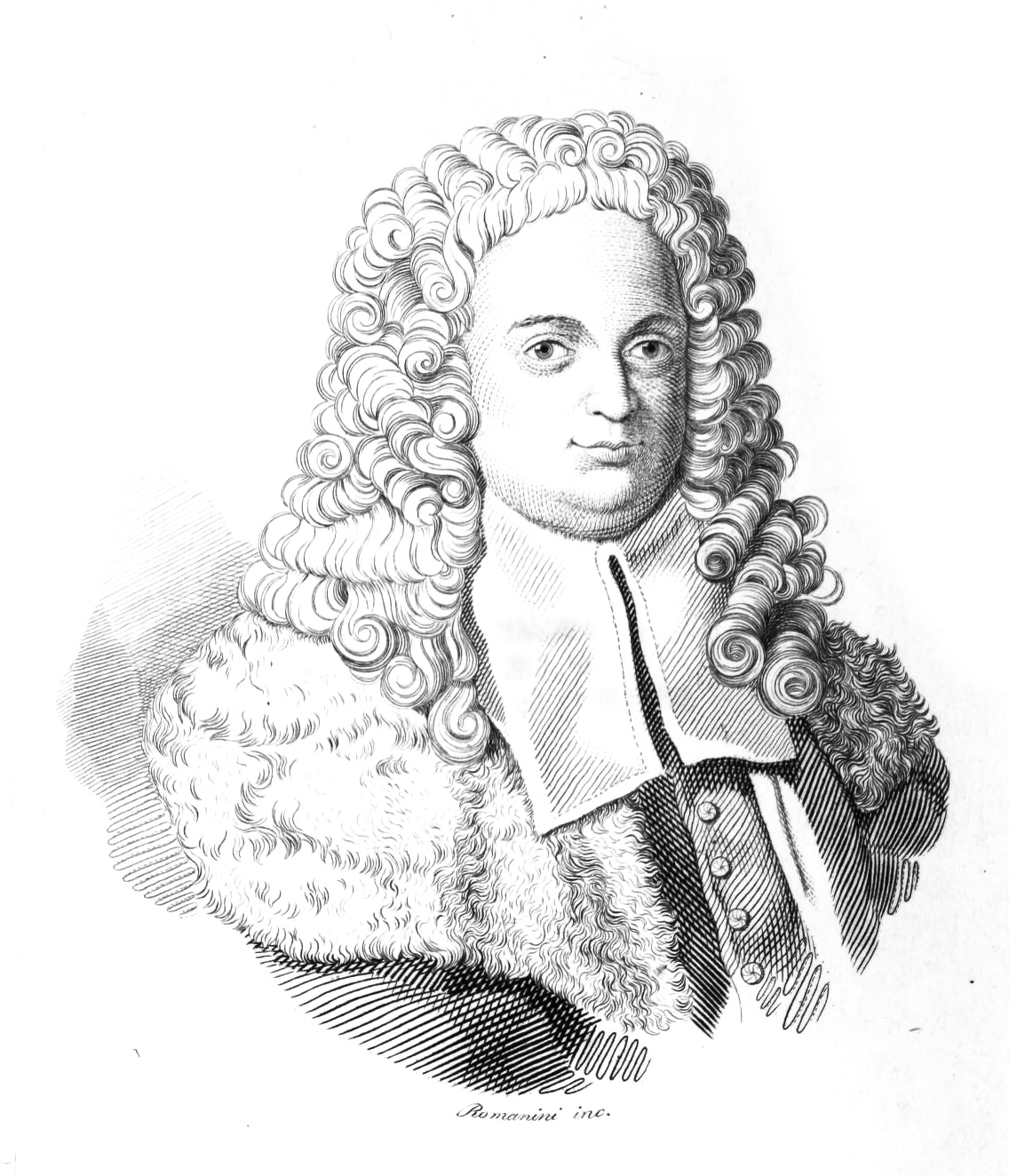
Ercole Kardinal Dandini (1837)

Ercole Dandini (* 25. Juli 1759 in Rom; † 22. Juli 1840 ebenda) war ein italienischer Kardinal der Römischen Kirche.

## Leben
Nachdem Dandini von 1772 bis 1779 am Collegio Nazareno in Rom studiert hatte, promovierte er am 2. Mai 1785 an der Universität La Sapientia in Rom zum Doctor iuris utriusque (Doktor beider Rechte). Kurz darauf wurde er zum Subdiakon geweiht. Bereits seit dem 24. Dezember 1780 Benefiziat an der Vatikanbasilika, begann er am 11. April 1785 seine Tätigkeit an der Kurie als Päpstlicher Hausprälat und wurde an der Signatur tätig. Am 30. Oktober 1800 zum Assessor am Tribunal der Gouvernatorates von Rom ernannt, gehörte er ab dem 1. Mai 1802 der Apostolischen Signatur an. Seit dem 19. März 1816 als Sekretär und Ökonom der Dombauhütte von St. Peter tätig, wurde er am 22. Juli 1816 auch Praeceptor des Erzhospitals Santo Spirito in Sassia.
Papst Pius VII. kreierte Dandini am 10. März 1823 zum Kardinal und ernannte ihn am 16. Mai 1823 zum Kardinalpriester von Santa Balbina. Am 10. März 1823 auch zum Bischof von Osimo e Cingoli ernannt, verzichtete er am 23. Mai 1824 auf sein Bistum. Am 3. März 1828 zum Präfekten der guten Regierung ernannt, blieb er dies bis zu seinem Tode.
Dandini empfing niemals eine höhere Weihe als die zum Subdiakon. Er nahm an den Konklaven  der Jahre 1823, 1829 und 1830–1831 teil.